# Бибијана
Бибијана (итал. Bibiana) је насеље у Италији у округу Торино, региону Пијемонт.
Према процени из 2011. у насељу је живело 2360 становника. Насеље се налази на надморској висини од 415 м.

## Становништво
| 1931. | 1936. | 1951. | 1961. | 1971. | 1981. | 1991. | 2001. | 2011. |
| ----- | ----- | ----- | ----- | ----- | ----- | ----- | ----- | ----- |
| 2.676 | 2.692 | 2.549 | 2.312 | 2.358 | 2.733 | 2.616 | 2.856 | 3.376 |